# 救亡圖存獻議
《救亡圖存獻議》是在1972年時，由中華民國政治評論家雷震向當時中華民國政府所提出的國政改革建議。其中雷震曾在1949年時，與胡適、王世傑、杭立武等人共同創辦《自由中國》雜誌；但是之後因為涉嫌籌組作為反對黨的中國民主黨，而在1960年時被臺灣警備總司令部以「知匪不報」、「為匪宣傳」等罪名判處有期徒刑10年。不過1970年9月4日雷震10年有期徒刑期滿出獄後，他仍然決定繼續關心中華民國政府的時事發展。1971年10月25日，受到聯合國大會表決通過聯合國大會2758號決議，決定以中華人民共和國政府代表中國席次，並且在所有國際組織排除當時仍以蔣中正為首的中華民國政府的席次。
這次事件使得雷震在1971年12月時決定撰寫《救亡圖存獻議》，並且之後由傅正協助整理相關內容。其中雷震在《救亡圖存獻議》中認為當時臺灣必須「改制以自保」，提出政治上的十大建議並且希望中華民國政府就政治和軍事方面盡快改革。同時他也認為應該能夠以民主化的方式處理當前外交困境，亦要求將國號更改成為中華台灣民主國（The Democratic State of China-Taiwan）。之後《救亡圖存獻議》於1972年1月10日時提交給中華民國總統蔣中正、中華民國副總統兼行政院長嚴家淦、行政院副院長蔣經國、中華民國總統府秘書長張群、中華民國國家安全會議秘書長黃少谷各一份，但並未獲回應。
雷震的《救亡圖存獻議》中有分成十個重點，每一項都是給予當前政府國民黨的建議。在雷震提交給當時的行政院無果後，有把《救亡圖存獻議》的內容收錄至後續雷震所撰寫的回憶錄《雷震全集》中。
從速宣布成立「中華台灣民主國」以求自保自全，並安撫台灣人，開創新局面
1970後雷震出獄的時代背景受到中美兩方的影響下，面對美國提出的兩個中國的提案後，蔣介石選擇了拒絕，雷震是認同兩個中國的共存方式，因要是中華民國退出了聯合國會導致以後在國際上的地位岌岌可危，所以提出成立一個新的中國來確保中華民國在國際上的正統性。
請蔣總統任滿引退
雷震認為當時已高齡八十六歲的蔣介石應該要退居幕後，不應該再度擔任中華民國總統一職，並提到國家情況危急，應該要由一個有足夠精力的領導者來帶領國家。某種程度上也是在要求蔣介石不要再把握大權，該把國家的未來交給年輕一代。
國民黨應放棄事實上的「一黨專政」，實行真正的民主政治
動員戡亂與戒嚴時期讓當時的台灣，表面上是民主國家但實際上是集權國家，雷震對於這樣的狀況非常不以為然，認為國民黨應該要完全退出陸海空三軍，還有各種國家機器，還要停掉特務機關。還有提出應把民營企業還給人民，像是鐵路局或是公路局還有一些生產的事業，把裡面安插的國民黨員都撤走。
減少軍費支出，健全軍事制度
雷震認為除非有第三次世界大戰否則很難反攻大陸，也提出了美國不會協助反攻大陸，所以應該要減少過多的軍事預算。雷震給了幾個建議像是，將預算減少到三分之一，並將這些多出來的預算拿去增加軍公教的待遇或是退休金等等。最後雷震批評了當時政工部門所謂的「保防」措施，認為他們無所事事只會去到處懷疑匪諜，讓當時的軍官之間相互猜忌，影響軍中士氣，所以該把保防相關的部分撤銷減少人力物力。
徹底實行法治，保障人民自由權利
雷震認為當時的台灣雖然有法律，但很多人還是在沒有犯法的情況下被逮捕。雷震案本身就是個很好的例子，所以者訴求就是要求政府把人民的自由權利下放給人民。雷震提出了幾個建議像是任何與法相關的機構都應讓內的的國民黨員退出，不該讓執行法律的機關受到政府的監視，還有就是要嚴禁所謂的特權，當時很多政府高層濫用特權躲掉審判，雷震認為這些陋習需要徹查與嚴防。
治安機關應徹底改變作風並嚴加整飭工作人員，以免擾民、誣民、害民，而導損傷國家的聲譽
雷震表示從開始編輯《自由中國》就被列入國民黨特務的監視中，就算出獄後也被時刻監視者，所以接觸雷震的人都會被特務調查審問，除了曾經當過政府高層的人。雷震還表示警備總部在雷震出獄後一年，要求其親屬須報備雷震的行蹤，還承認每個月花費七八萬元作為監視雷震的費用，雷震認為這實在是太傷財擾民。關於警備總部時常無緣無故去傳訊百姓，給人民很大的精神壓力，就連當時的美國〈華盛頓郵報〉遠東局長哈立遜，在台北的專訪結束後提到:「有十一位治安人員每天圍者雷震的住所進行監視」事後雷震表示丟臉丟到國外。
政府應廢止創辦新報的禁令，以求證明我們是真正民主自由國家，並以促成政治的全面革新
雷震認為當時的台灣沒有完整的言論自由，因為創辦報社的自由被限制了，當時能夠正常運作的報紙，內容大多都是粉飾太平或歌功頌德政府的政策，報導都是一些虛偽之詞。雷震給三個建議。開放報禁: 不再利用轉彎抹角的藉口和辦法來限制人民創辦新報，使人民享有辦報自由的權利，證明我們是一個真正民主國家。依法處分報刊：報刊的文字如發現有違法和毀謗之事，政府該用「出版法」或是「刑法」去處理，不該使用軍法處理，也不該使用文字獄這樣只會損害國家聲譽。修正「出版法實行細則」: 雷震認為應該要把出版法實行細則中，有關於創辦報社限制的部分移除，認為這是不合理之法應修掉。
政府應簡化機構，實行全面節約，杜絕一切人力、物力、財力的浪費，全部用於經濟建設
雷震以當時的共產黨作為最大的經濟對手，提出想要生存就必須減少過多不必要的機構，省下的錢拿去經濟建設。雷震給了六個建議。
裁撤一切駢枝機關和冗員: 當時的政府很多機關都是從遷台後就沒有調整，有些機關還增加人手，雷震認為台灣地較小不該額外多設這些沒用的機構，浪費國家資源。減少大小集會: 雷震認為當時的政府機關時常設置專案小組，或是開很多的會議，非常的勞師動眾且浪費時間。還有很多活動都跑到陽明山上舉辦，花了很多的時間與金錢，當時的汽油十分昂貴，雷震認為非常不值。減少慶典活動: 雷震認為當時太多不必要的活動太多，應該學習日本簡潔度過即可。節省政府首長的寶貴精力: 當時的政治首長參加各式各樣的活動，雷震認為大多都沒有意義，政府首長應該要把時間跟精力，用來制定國家未來的走向，應盡量避免過多社交場合，把精力用在工作上。停止無謂的建職和建設: 當時的很多的政府機關都有越蓋越高還有豪華的趨勢，雷震認為這樣太過浪費，不該拿人民的血汗錢去做這些。取消豪華汽車和接送職員的汽車: 雷震認為政府首長應以身作則，不開豪華汽車，可以像日本或德國學習，規定所有人都應該支持國產車。還建議取消開專車去接送政府職員，讓他們去坐公車體驗民生。
廢除「省級」制度，以求行政組織能配合目前的現實環境
當時台灣還有從大陸遷台後留下來的「省級」制度，但是台灣地小交通方便就讓省級顯得有點多餘，最後甚至變成純粹的承轉機構，不只浪費大量人力物力還有經費，所以雷震認為在光復大陸前應把省級制度先取消，並且把省政府的工作轉到縣市政府。
大赦政治犯，以冀收攬人心，增強團結
當時政府關押者大量的政治犯，雷震認為政治犯都是思想犯，而且只是政治立場不同，反而盯的比那些刑事犯還緊，甚至不讓假釋，這樣是不合理的。所以雷震建議當局政府應該要大赦這些政治犯，以挽回當時政府與蔣總統的聲譽。當局政府對於保密防諜或是防範共產黨的入侵看得太緊，雷震認為只要政治經濟社會安定穩定發展就不用怕外敵擾亂。
二七五八號決議的影響
二七五八號決議對於雷震提出《救亡圖存獻議》時產生影響，算是影響他很重要的一個決議，讓雷震決定提出《救亡圖存獻議》的原因之一，當時台灣在國際上的局勢陷入危機，面對美國提出的兩個中國政策，雷震是部分支持部分反對。

## 外部連結
- （繁體中文） 〈救亡圖存獻議〉 （页面存档备份，存于）
- 救亡圖存獻議 國家文化記憶庫 《救亡圖存獻議》
- 薛化元 前田直樹，《雷震晚年與台灣政治，以民主及人權的視角分析》 （页面存档备份，存于）〈台北: 中正紀念堂管理處，2021〉